# Tân Lâm, Di Linh
Tân Lâm là một xã thuộc huyện Di Linh, tỉnh Lâm Đồng, Việt Nam.

## Địa lý
Xã Tân Lâm có vị trí địa lý:
- Phía đông giáp xã Tân Thượng và xã Tân Châu
- Phía tây giáp huyện Bảo Lâm
- Phía nam giáp xã Đinh Trang Hòa và xã Liên Đầm
- Phía bắc giáp xã Đinh Trang Thượng và huyện Lâm Hà.

Xã Tân Lâm có diện tích 59,15 km², dân số năm 2022 là 9.562 người, mật độ dân số đạt 161 người/km².

## Hành chính
Xã Tân Lâm được chia thành 10 thôn: 1, 2, 3, 4, 5, 6, 7, 8, 9, 10.

## Lịch sử
Ngày 6 tháng 3 năm 2009, Chính phủ ban hành Nghị định số 10/NĐ-CP về việc thành lập xã Tân Lâm trên cơ sở điều chỉnh 5.917 ha diện tích tự nhiên và 5.654 nhân khẩu của xã Tân Thượng.
Ngày 11 tháng 12 năm 2015, HĐND tỉnh Lâm Đồng ban hành Nghị quyết số 151/2015/NQ-HĐND về việc:
- Thành lập Thôn 1 trên cơ sở một phần của Thôn 5.
- Đổi tên Thôn 5 cũ thành Thôn 2.
- Thành lập Thôn 3, Thôn 4, Thôn 5 trên cơ sở một phần của Thôn 6.